# 美食獵人 & ONE PIECE 合作特別篇
《美食獵人 & ONE PIECE 合作特別篇！！》是分別於2011年4月3日和2012年4月9日於富士電視台播放的動畫作品。本作是《美食獵人》和《ONE PIECE》兩部作品的合作特別篇。
最初是《ONE PIECE 3D 追逐草帽大冒險》上映時，同步上映《美食獵人TORIKO 3D 開幕！美食大冒險！！》，同時因《美食獵人》動畫化，因此於《美食獵人》第1話和《ONE PIECE》第492話進行合作特別篇，隔年《美食獵人》第51話和《ONE PIECE》第542話再次在進行合作特別篇。

## 故事大綱

### 2011年（SP1）
前篇《登陸美食島！美食獵人特瑞科現身！》
千陽號上的食物吃完了，草帽海賊團正好發現前方有一座小島，於是決定登陸上去尋找食物，而該座島嶼正是充滿著眾多食材的夯格里拉島。一行人中途遇上了特瑞科和小松，愛吃的特瑞科和魯夫一拍即合馬上變成了好朋友，兩位主角聯手制服了一大群好吃的烤全豬。後來特瑞科知道魯夫一行人需要糧食，向他們提議捕獵這座島上傳說中的食材：夯格里拉鳥，魯夫一行人亦接受特瑞科的建議，往夯格里拉鳥的棲息地出發前進。
後篇《最強標記！奮鬥，魯夫＆特瑞科》
魯夫和特瑞科在夯格里拉島上捕捉到夯格里拉鳥之後，發現小松和娜美被可可無尾熊抓走了。為了拯救他們，必須找到可可無尾熊的棲息地：多味水果之樹。他們在途中遭遇一群海綿蛋糕獅的攻擊，幸好薩尼和庫克等人及時出現，替他們解危。

### 2012年（SP2）
前篇《特瑞科和魯夫再會！尋找海鮮果實！》
喬巴不幸染上了深海熱，必須吃海鮮果實才能治癒。魯夫跳進海裡想找海鮮果實，卻被春鯊吞進肚子裡，結果正好遇上了正在釣春鯊的特瑞科和小松。魯夫拜託特瑞科幫忙找海鮮果實，於是一起搭著千陽號來到塔中華島。兩人連手擊倒了鰻具龍舞，也讓喬巴順利吃到了海鮮果實。
後篇《組成團隊！拯救喬巴》
喬巴即使吃到了海鮮果實，深海熱不但還是沒能治癒，反而讓喬巴的病情更加惡化。庫克的占卜發現特瑞科他們遭遇危難，因此跟薩尼和玲趕來幫忙，佛朗基也把千陽號開到島中央的水池上來。兩方人馬為了醫治喬巴的深海熱，必須在塔中華島上找出四種季節的食材。由於必須趕在天亮之前找齊所有的食材，所以大夥們決定分組，各自在蘑菇溫室塔的四個樓層中尋找食材。

## 登場角色
| 《美食獵人》 | 《美食獵人》 | 《美食獵人》 | 《ONE PIECE》 | 《ONE PIECE》 | 《ONE PIECE》 |
| 角色         | 日本配音     | 台灣配音     | 角色          | 日本配音      | 台灣配音      |
| ------------ | ------------ | ------------ | ------------- | ------------- | ------------- |
| 特瑞科       | 置鮎龍太郎   | 符爽         | 魯夫          | 田中真弓      | 詹雅菁        |
| 小松         | 朴璐美       | 劉如蘋       | 索隆          | 中井和哉      | 宋克軍        |
| 庫克         | 櫻井孝宏     | 于正昇       | 娜美          | 岡村明美      | 許淑嬪        |
| 薩尼         | 岩田光央     | 黃天佑       | 騙人布        | 山口勝平      | 符爽          |
| 賽普拉       | 松田賢二     | 陳幼文       | 香吉士        | 平田廣明      | 孫中台        |
| 玲           | 田野麻美     | 劉如蘋       | 喬巴          | 大谷育江      | 詹雅菁        |
| 紅毛猩猩     | 天田益男     | 宋克軍       | 羅賓          | 山口由里子    | 許淑嬪        |
| 不適用       | 不適用       | 不適用       | 佛朗基        | 矢尾一樹      | 符爽          |
| 不適用       | 不適用       | 不適用       | 布魯克        | 長            | 宋克軍        |
| 旁白         | 石丸謙二郎   | 陳幼文       | 旁白          | 大場真人      | 孫中台        |

## 製作人員
- 原作 - 島袋光年、尾田榮一郎
- 制作協力 - 東映
- 制作 - 富士電視台、東映動畫

## 相關項目
- 美食獵人
- ONE PIECE